# Fritz Beblo

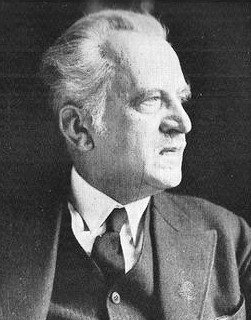
Fritz Beblo (1936)

Fritz Beblo (* 10. November 1872 in Breslau; † 11. April 1947 in München; vollständiger Name: Friedrich Karl Ewald Beblo) war ein deutscher Architekt, Stadtplaner, kommunaler Baubeamter und Maler.

## Leben
Fritz Beblo besuchte das Breslauer Maria-Magdalenen-Gymnasium, an dem auch sein Vater unterrichtete, und war dort ein Klassenkamerad von Friedrich Kayssler und Christian Morgenstern. Vom Vater hatte Beblo die Liebe zur Musik geerbt. Seine Mutter nahm sich Christian Morgensterns fürsorglich an, als er und Fritz sich kennenlernten. Von 1884 bis 1886 besuchte Beblo die Thomasschule zu Leipzig. Nach dem Abitur im Jahr 1893 verbrachte Beblo seine Studienjahre zunächst in Berlin an der Technischen Hochschule Charlottenburg. Hier lebte er in engem Kontakt mit seinen Jugendfreunden Kayssler und Morgenstern. Die drei gründeten ein Kabarett und den Stammtisch Der Galgenberg. Als einer der Galgenbrüder erhielt Beblo von Morgenstern den Beinamen Stummer Hannes. Beblo hatte, wie auch der spätere Schauspieler Friedrich Kayssler, eine lebenslange Verbindung mit dem Breslauer Jugendfreund Morgenstern. Im Jahr 1896 setzte Beblo sein Studium an der Technischen Hochschule Karlsruhe bei Carl Schäfer fort. Aus dieser Zeit stammte die Freundschaft mit dem Maler Adolf Erbslöh. Nach Abschluss des Architekturstudiums mit dem ersten Staatsexamen begann Beblo ein Referendariat als Regierungsbauführer in der preußischen Bauverwaltung, er arbeitete dabei unter anderem auf der Festung Ehrenbreitstein bei Koblenz und dann in Traben-Trarbach beim Bau der Moselbrücke (1898). Nach dem 1902 bestandenen zweiten Staatsexamen wurde er zum Regierungsbaumeister (Assessor) ernannt und übernahm die Bauleitung für das neue Gymnasium in Traben-Trarbach und baute nach eigenen Entwürfen eine Volksschule. Im gleichen Jahr heiratete er Melanie Luise Knoch, die er in Karlsruhe kennengelernt hatte. Der Ehe entstammten drei Kinder. Beblos Tochter Anne (tätig als Kinderbuchautorin) war mit Christian Kayssler, dem Sohn seines Freundes Friedrich Kayssler verheiratet. Beide Söhne wurden wie der Vater Architekt. Beblo war Illustrator mehrerer Kinderbücher sowohl von Morgenstern wie auch von Büchern seiner Tochter Anne Kayssler-Beblo.

## 1903–1919 in Straßburg
Als Stadtbauinspektor begann Beblo im Jahr 1903 seine Tätigkeit in der kommunalen Bauverwaltung der Stadt Straßburg, die seit 1871 mit dem Reichsland Elsass-Lothringen zum Deutschen Reich gehörte. Mit Beginn des 20. Jahrhunderts entstand auch in Straßburg eine rege Bautätigkeit. Im Jahr 1910 wurde er zum Stadtbaurat ernannt. Unterstützung für seine Pläne fand er bei Bürgermeister Rudolf Schwander.
Mit Beblos Namen besonders verbunden sind: die Musau-Schule (1904–1906, heute Collège Louise Weiss), die Thomasschule (1905–1907), die Neufeldschule (1907–1909), die Haushaltsschule neben der Magdalenenkirche (1909–1910), die Magdalenenkirche, der große Straßendurchbruch Grande Percée (Neue Straße) und das Stadtbad (1905–1908, Bains Municipaux). Dieser Jugendstilbau mit Hallenbad und Badeanstalt ist heute eine Sehenswürdigkeit und steht unter Denkmalschutz. Als letztes Werk Beblos in Straßburg ist die Anlage des Nordfriedhofs zu nennen. Er konnte diese Arbeit nicht mehr zu Ende führen, da er als deutscher Beamter nach dem Ende des Ersten Weltkriegs die wieder französisch gewordene Stadt Straßburg verlassen musste.

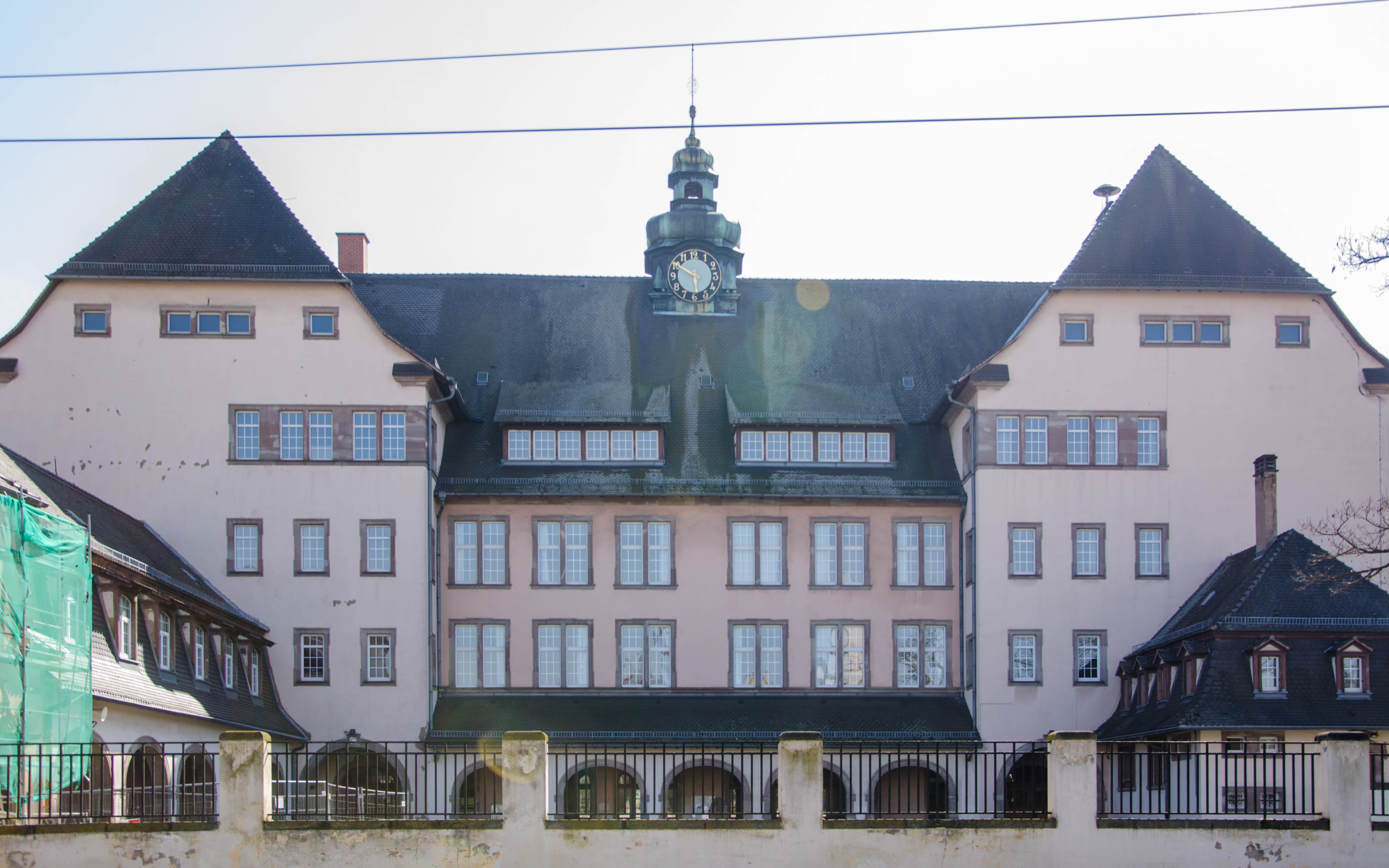
Collège „Louise Weiss“ (Musau-Schule) in Straßburg (1904–1906)
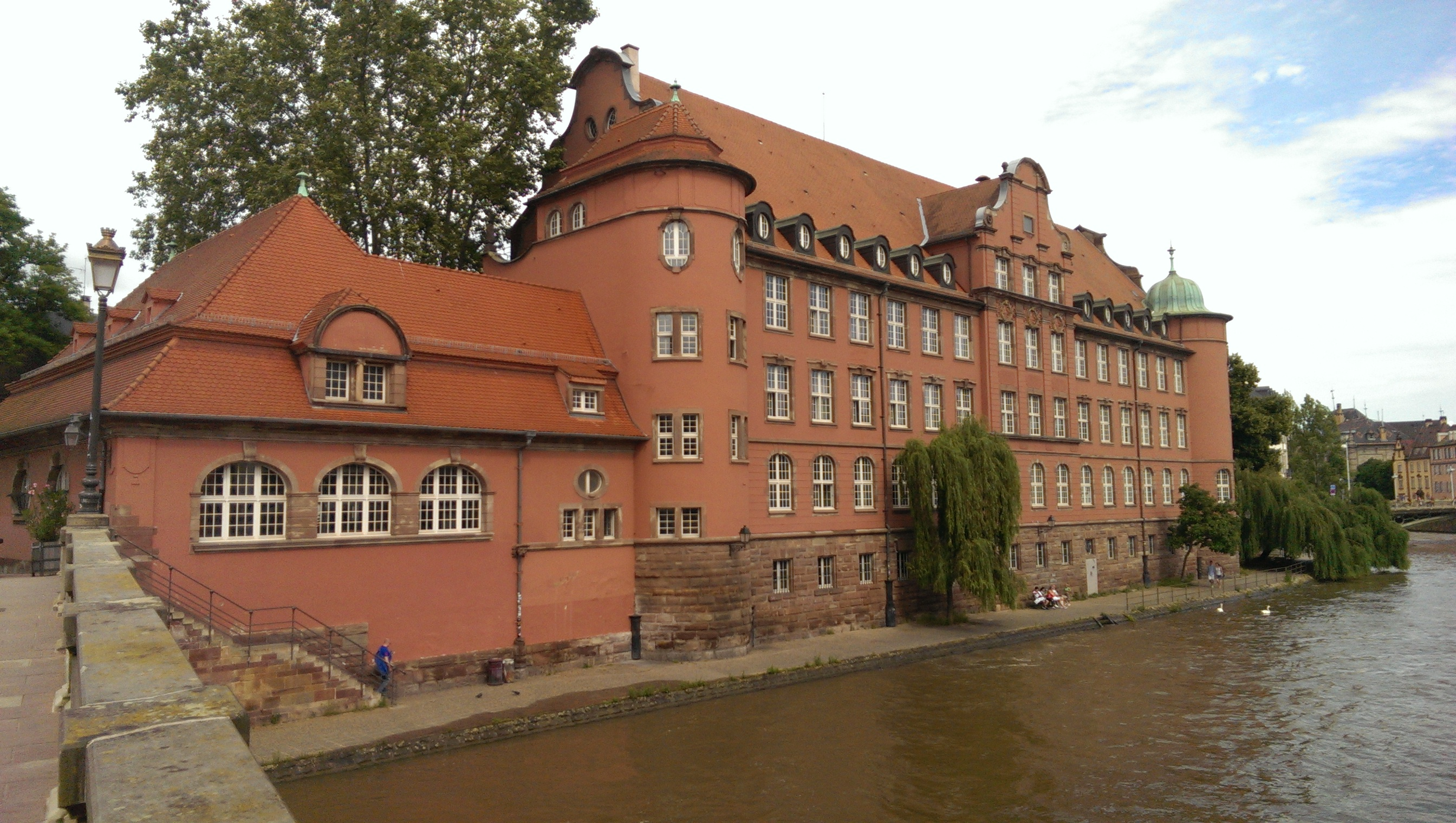
École Saint-Thomas (Thomasschule) in Straßburg (1905–1907)
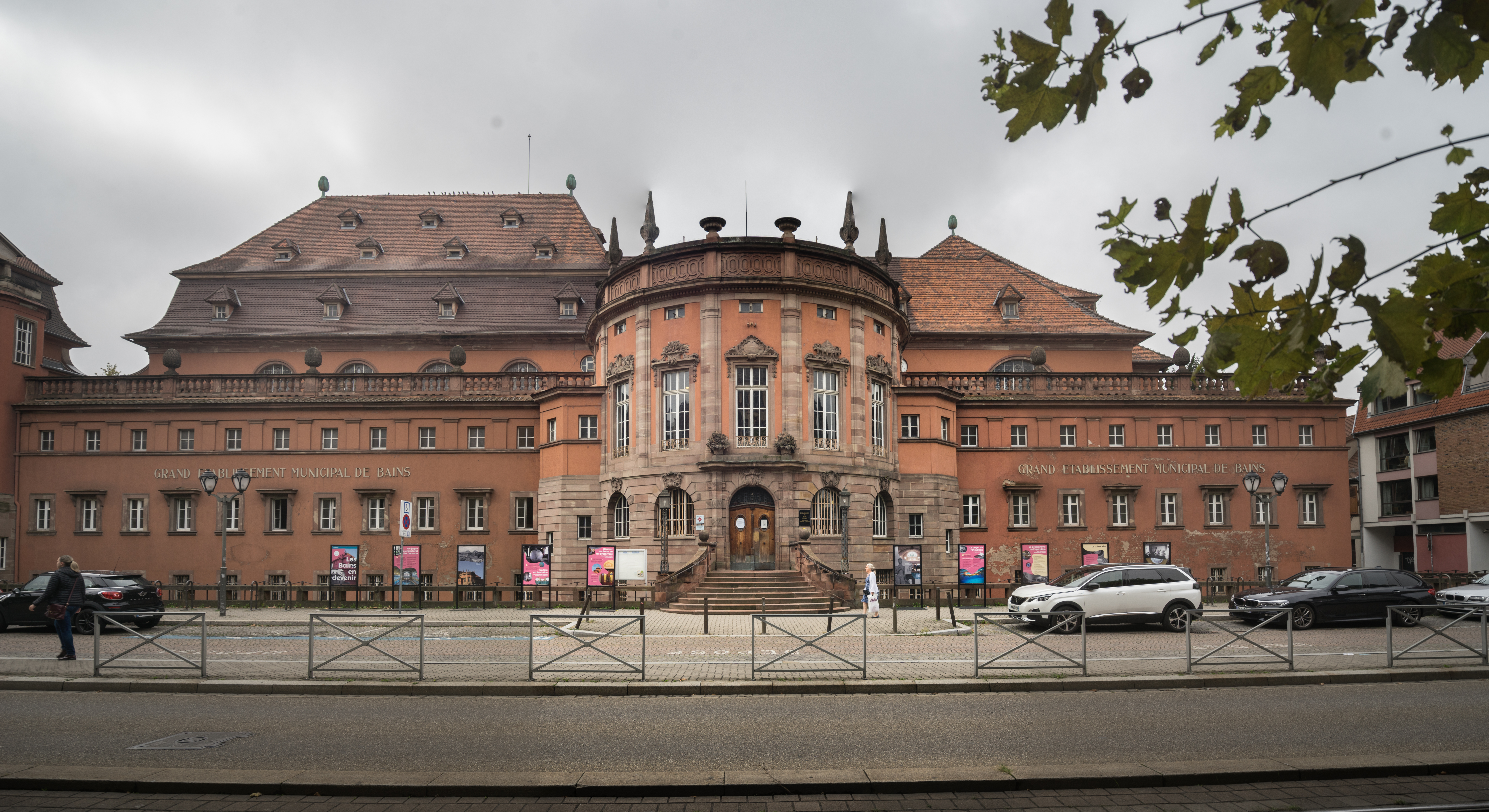
Bains municipaux (Stadtbad) in Straßburg (1905–1908, 1910–1911)
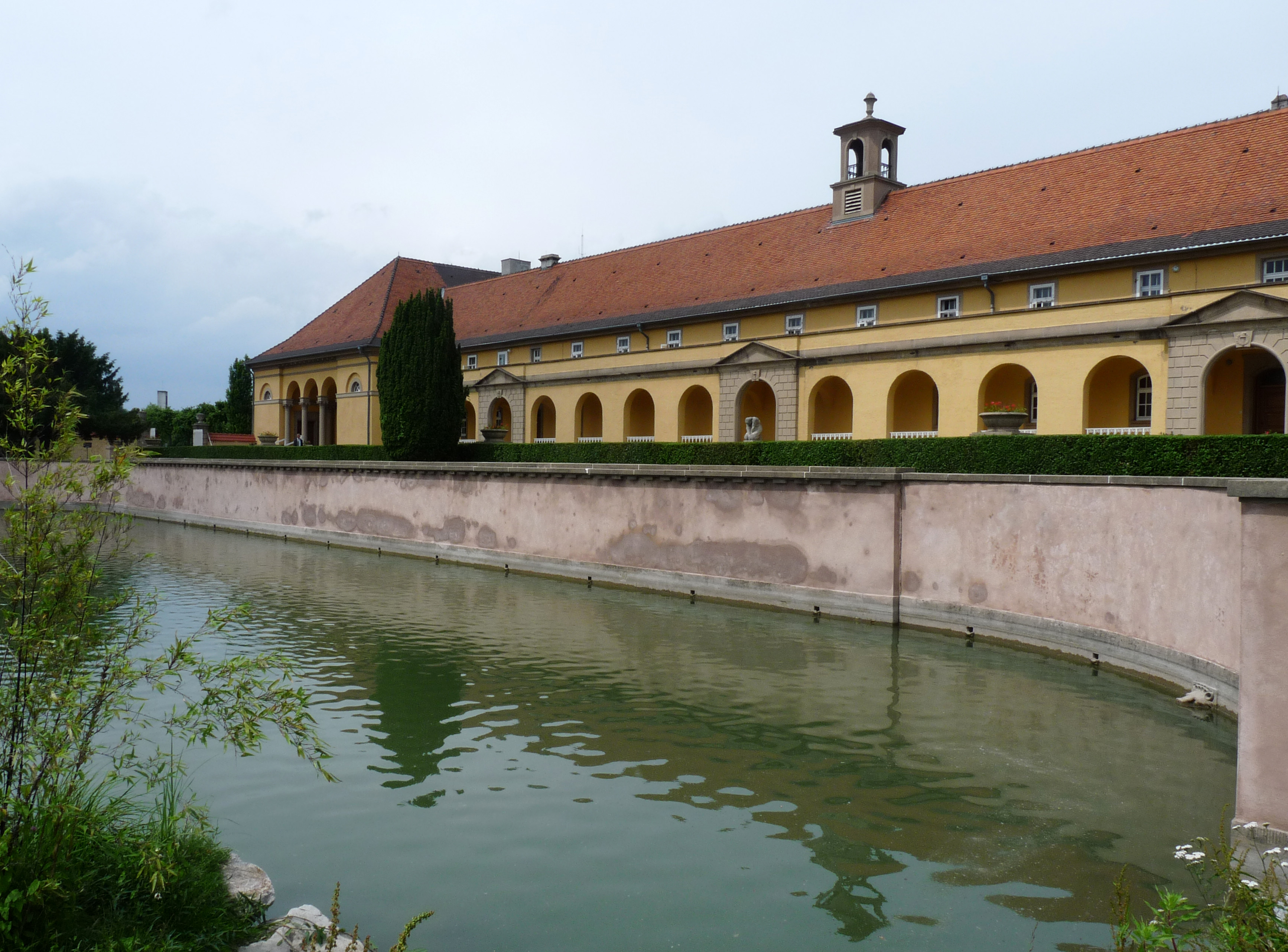
Bauten auf dem Cimetière Nord (Nordfriedhof) in Straßburg

## 1919–1936 in München
Beblo erhielt Angebote aus Aachen, Bonn und München. Er entschied sich für München, wo ihn als Stadtbaurat große Aufgaben erwarteten. Er sorgte zu Beginn seiner Tätigkeit vor allem für die Errichtung von Großsiedlungen zur Linderung der Wohnungsnot. In den Folgejahren legte er einen Generalbaulinien- und einen Flächennutzungsplan vor, der weit über die bestehenden Grenzen der Stadt hinausging, und im Jahr 1926 einen Grünflächenplan. Er zeichnete mitverantwortlich für das Dantestadion, für das beliebte Familienbad Maria Einsiedel und für das (Alte) Technische Rathaus. Im Jahr 1934 erhielt München große Bedeutung als Verkehrsknotenpunkt. Der Ausbau der Autobahnzufahrt Ramersdorf und der Ludwigsbrücke gehörte zu den letzten großen Aufgaben Beblos vor seiner Pensionierung. Nach 1936 lebte er zurückgezogen in seinem Haus in München-Giesing. Er wurde auf dem Münchner Friedhof am Perlacher Forst begraben, an dessen Planung er selbst mitgewirkt hatte.

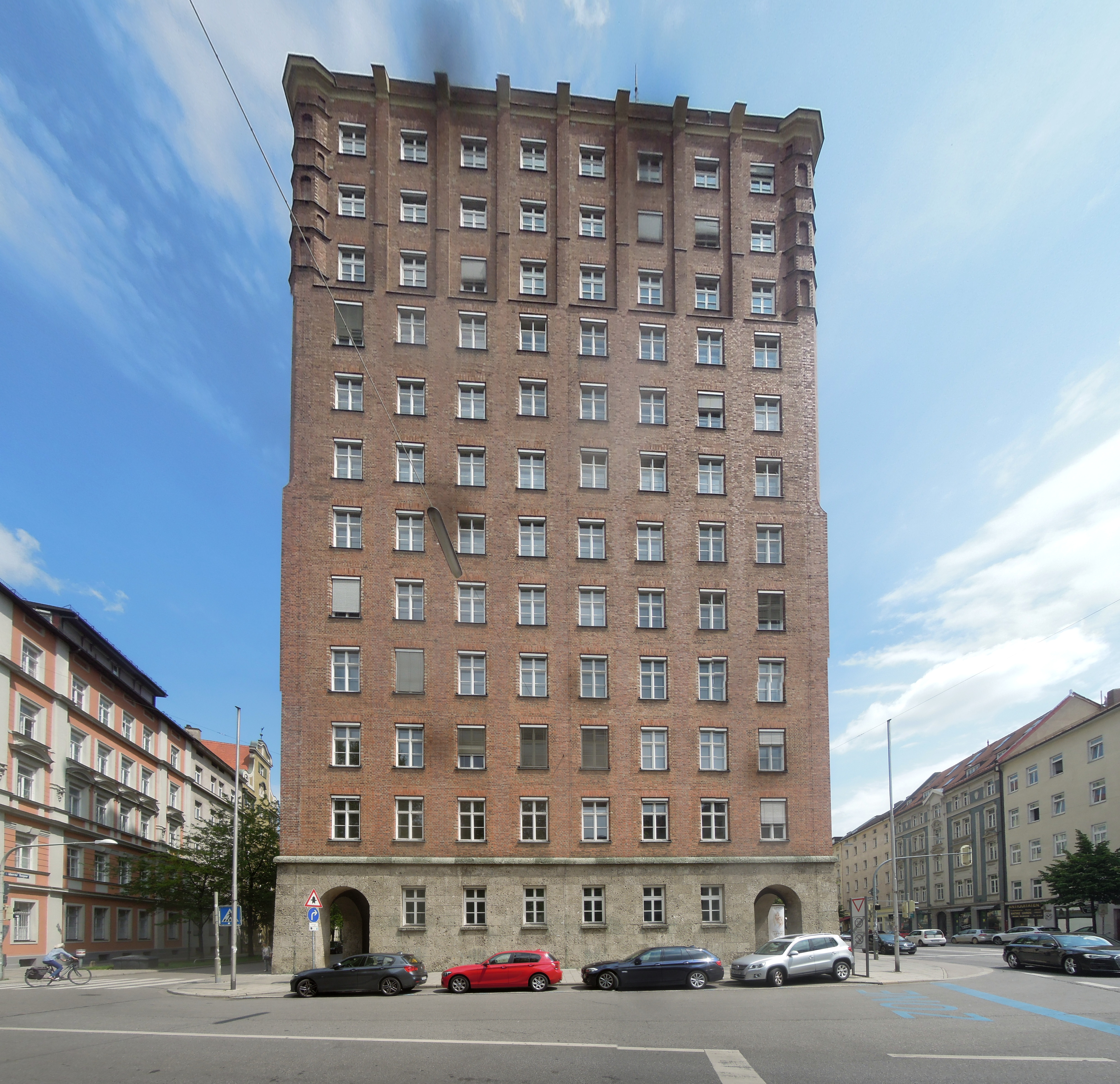
(Altes) Technisches Rathaus in München (1928–1929)

Wegen seiner besonderen Verdienste um die Stadt München wurde im Jahr 1955 in München-Bogenhausen eine Straße nach ihm benannt.

## Schriften
- Die alemannische Hozbauweise in Straßburg. In: Zentralblatt der Bauverwaltung. Nr. 5, 1913, S. 37–39 (zlb.de).
- Alemannische und fränkische Elemente des Straßburger Bürgerhauses. In: Elsaß-Lothringen Jahrbuch, Band 3, 1924, S. 92–104.
- (gemeinsam mit Hermann Leitensdorfer und Eduard Knorr): Das technische Rathaus in München. (= Monographien zur heutigen Baugestaltung, Reihe 1, Band 1.) München 1930.
- Die Baukunst in Elsaß-Lothringen 1871–1918. In: Das Reichsland Elsaß-Lothringen 1871–1918, Band 3 – Wissenschaft, Kunst und Literatur in Elsaß-Lothringen 1871–1918. Frankfurt am Main 1934, S. 241–263.